# Municipio de Jesús Carranza
El municipio de Jesús Carranza  es uno de los 212 municipios en que se encuentra dividido el estado mexicano de Veracruz de Ignacio de la Llave, localizado en el sureste del estado en la Región Olmeca, su cabecera es la población de Jesús Carranza.
El municipio es famoso por ser la sede del pueblo Las Limas, Veracruz, donde una importante estatua olmeca fue encontrada en 1965.

## Historia
El municipio de Jesús Carranza fue poblado por indígenas olmecas, nahuas y popolucas antes de la llegada de los españoles, como muestran los vestigios arqueológicos en la región. En 1879 se creó el primer municipio llamado Suchilapan en la región, que en náhuatl significa "En el agua de las flores", pero luego, en 1910, la cabecera municipal se transfirió al recién creado pueblo de Santa Lucrecia, que fue la primera congregación católica en la región, su nombre antiguo, Luchijem en popoluca fue traducido al español y usado por un corto periodo, ya que en 1932, trece años después de la Revolución mexicana, se cambió el nombre a Jesús Carranza, en honor al líder militar que defendió a Veracruz en ese conflicto.

## Geografía
Jesús Carranza está situado en la región sureste del Estado de Veracruz, las coordenadas GPS son 17°11' - 17°35' de latitud norte y 94°39' - 95°13' de longitud oeste, a una altitud que fluctúa entre los 10 y los 200 metros sobre el nivel del mar, limitando con el estado de Oaxaca al sur y oeste, La extensión total del municipio es de 486.32 km², es decir, un porcentaje de 0.64 % del total estatal de Veracruz.
Sus límites son: al noroeste con el municipio de San Juan Evangelista, al norte con el municipio de Sayula de Alemán y el municipio de Texistepec, al este con el municipio de Hidalgotitlán y al sureste con el municipio de Uxpanapa; al sur limita con el estado de Oaxaca, en particular con el municipio de Matías Romero Avendaño y con el municipio de Santa María Chimalapa.

### Orografía e hidrografía
El municipio se encuentra ubicado en la zona sureste del Estado de Veracruz, en las estribaciones de la Sierra Madre Oriental y las llanuras costeras del golfo de México, con un relieve predominantemente llano.
El municipio cuenta con arroyos como el río Alegre y Naranjo, así como el río Jaltepec y Pakital que son tributarios del río Coatzacoalcos.

### Climas y ecosistemas
El municipio tiene un clima cálido-húmedo con una temperatura promedio de 27 °C; su precipitación pluvial media anual es de 2350 mm, que es muy superior a la media de la república, pero parecida a la media estatal.
El ecosistema principal del municipio es la selva pluvial perennifolia con especies como el chicozapote, cedro, pucté y caoba. La fauna es extremadamente rica y variada, con poblaciones de armadillos, tepezcuintles, jabalíes, venados, iguanas, ardillas, conejo, tejón, aves salvajes y reptiles.

## Demografía
De acuerdo a los resultados del Censo de Población y Vivienda de 2010 realizado por el Instituto Nacional de Estadística y Geografía, la población total del Municipio de Jesús Carranza es de 27 080 habitantes de los cuales, 13 394 son hombres y 13 686 son mujeres, distribuidos en la cabecera municipal, la ciudad de Suchilapan y Nuevo Morelos y muchos ejidos y pueblos vecinos, el 9.53 % de la población total del municipio es de origen indígena  la mayoría de origen Nahuatl, Mixe, Viznina o Chinanteco.

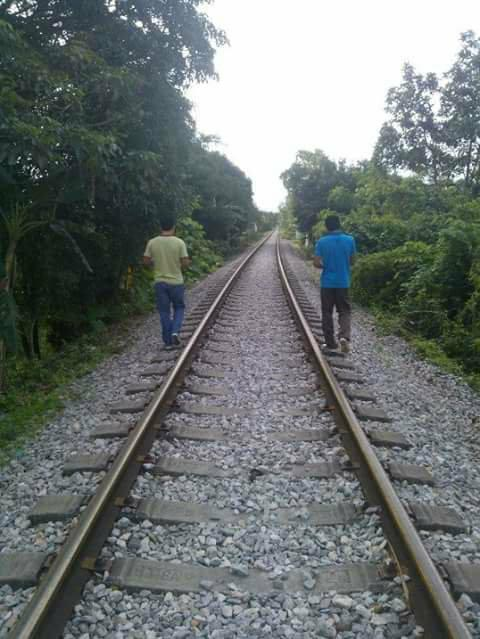
Jóvenes en las vías del tren, en el Municipio de Jesus Carranza, Veracruz, México

### Localidades
En el municipio de Jesús Carranza se localizan 339 localidades, las principales y su población en 2010 se enlista a continuación:
| Localidad                     | Población |  |               |     |
| Total Municipio               | 27 080    |  |               |     |
| Jesús Carranza                | 4023      |  |               |     |
| Suchilapan del Río            | 2487      |  |               |     |
| Colonia Nuevo Morelos         | 2348      |  |               |     |
| El Paraíso                    | 1072      |  |               |     |
| El Súchil                     | 699       |  |               |     |
| El Tepache                    | 615       |  |               |     |
| Las Limas                     | 331       |  | 24 de febrero | 582 |
| Adolfo López Mateos (Zacatal) | 71        |  |               |     |
| Juan de la Luz Enríquez       | 196       |  |               |     |

COAPILOLOYITA || 583

## Política
Originalmente lugar de comunidades dispersas, el lugar hoy ocupado por la cabecera municipal. La población nació oficialmente por decreto de 4 de diciembre de 1879 como municipio de Suchilapam, congregación del Súchil, perteneciente al Cantón de Minatitlán. El 13 de octubre de 1910 se erige en el área el pueblo de Santa Lucrecia, con el carácter de cabecera municipal. La cabecera y municipio recibieron el 5 de noviembre de 1932 la denominación de Jesús Carranza, en honor del general revolucionario Jesús Carranza Garza.

### Representación legislativa
Para la elección de Diputados locales al Congreso de Veracruz y de Diputados federales al Congreso de la Unión, el municipio de Jesús Carranza se encuentra integrado en los siguientes distritos electorales:
Local:
- XXVI Distrito Electoral Local de Veracruz con cabecera en la ciudad de Acayucan.[7]

Federal:
- Distrito electoral federal 14 de Veracruz con cabecera en la ciudad de Minatitlán.[8]